# Regeringen Branting II
Regeringen Branting II var en svensk regering som tillträdde den 13 oktober 1921 och satt fram till den 19 april 1923.
Vid andrakammarvalet 1921 fick Socialdemokraterna 36,2 procent av rösterna och Hjalmar Branting fick i uppdrag att bilda regering.

## Historik
Regeringen hade en krävande uppgift framför sig, nämligen att leda Sverige genom den utmanande övergången från krigskonjunkturer till fredsförhållanden med minskande statsinkomster. Regeringen fick allmänt erkännande för flera av sina åtgärder, särskilt den kraftiga minskningen av statens utgifter som genomfördes av finansminister Fredrik Vilhelm Thorsson. En populär åtgärd var den omfattande "kommittéslakten" där cirka fem sjättedelar av de pengakrävande kommittéer och utredningar som var verksamma lades ned eller uppmanades att snabbt lämna sina betänkanden.
Samtidigt stod regeringen inför hårda strider angående sin politik för att bekämpa arbetslöshet och förhållandet gentemot Sovjetunionen. Det handelsavtal som regeringen föreslog med den nya kommuniststaten i öst avslogs av riksdagen eftersom det inte ansågs tillfredsställande nog för svenska medborgare som krävde ersättning för egendom som gått förlorad eller tagits i beslag under bolsjevikrevolutionen.
Diskussionen i början av 1920-talet om försäljning av alkohol hade tvingat alla partier att ta ställning. Den socialdemokratiska partikongressen 1920 förklarade att riksdagen inte borde gå med på förbudslagstiftning om inte en folkomröstning gav två tredjedelars majoritet för ett förbud. Denna regering anordnade en sådan folkomröstning, som slutade med en knapp övervikt för förbudsmotståndarna.
Riksdagen hade 1922 beslutat att anställda i arbetsmarknadskonflikt inte skulle erhålla arbetslöshetsunderstöd. I början av 1923 utbröt en konflikt inom industrin och 4 000 arbetare blev av arbetslöshetskommissionen avstängda från understöd. Regeringen Branting föreslog i en proposition till riksdagen att rätten till understöd skulle kvarstå för de som varit arbetslösa i minst sex månader. När propositionen avslogs av första kammaren avgick regeringen den 6 april 1923.

## Statsråd
* Statsminister eller departementschef
| Statsminister          |  | Hjalmar Branting         | 13 oktober 1921 | 19 april 1923 | Socialdemokraterna |
| Justitieminister       |  | Assar Åkerman            | 13 oktober 1921 | 19 april 1923 | Socialdemokraterna |
| Utrikesminister        |  | Hjalmar Branting         | 13 oktober 1921 | 19 april 1923 | Socialdemokraterna |
| Försvarsminister       |  | Per Albin Hansson        | 13 oktober 1921 | 19 april 1923 | Socialdemokraterna |
| Socialminister         |  | Herman Lindqvist         | 13 oktober 1921 | 19 april 1923 | Socialdemokraterna |
| Kommunikationsminister |  | Anders Örne              | 13 oktober 1921 | 19 april 1923 | Socialdemokraterna |
| Finansminister         |  | Fredrik Vilhelm Thorsson | 13 oktober 1921 | 19 april 1923 | Socialdemokraterna |
| Ecklesiastikminister   |  | Olof Olsson              | 13 oktober 1921 | 19 april 1923 | Socialdemokraterna |
| Jordbruksminister      |  | Sven Linders             | 13 oktober 1921 | 19 april 1923 | Socialdemokraterna |
| Handelsminister        |  | Carl Svensson            | 13 oktober 1921 | 19 april 1923 | Socialdemokraterna |
| Konsultativa statsråd  |  |                          |                 |               |                    |
| Konsultativt statsråd  |  | Rickard Sandler          | 13 oktober 1921 | 19 april 1923 | Socialdemokraterna |
| Konsultativt statsråd  |  | Torsten Nothin           | 13 oktober 1921 | 19 april 1923 | Socialdemokraterna |
| Konsultativt statsråd  |  | Karl Schlyter            | 13 oktober 1921 | 19 april 1923 | Socialdemokraterna |